# 细水乡
细水乡，是中华人民共和国海南省白沙黎族自治县下辖的一个乡镇级行政单位。

## 行政区划
细水乡下辖以下地区：
合口村、福门村、罗任村和白水港村。